# Tam Kỳ (Quảng Nam)
Tam Kỳ is een stad in Vietnam en is de hoofdstad van de provincie Quảng Nam. Tam Kỳ telt naar schatting 123.662 inwoners.
Tam Kỳ ligt in het zuiden van de provincie en ligt aan de Zuid-Chinese Zee. Door Tam Kỳ stromen een aantal rivieren, waaronder de Tam Kỳ en de Trường Giang.

## Administratieve eenheden
- Phường An Mỹ
- Phường An Phú
- Phường An Sơn
- Phường An Xuân
- Phường Hòa Hương
- Phường Hòa Thuận
- Phường Phước Hòa
- Phường Tân Thạnh
- Phường Trường Xuân
- Xã Tam Ngọc
- Xã Tam Phú
- Xã Tam Thăng
- Xã Tam Thanh

## Onderwijs
In Tam Kỳ staat de Universiteit van Quảng Nam. Deze bevindt zich in phường An Mỹ.